# Саркис Бохосян
Саркис Бохосян е български шахматист, международен майстор от 1978 г. Най-високият му ЕЛО рейтинг е 2365, достигнат през януари 2000 г.
Активната му състезателна кариера е в периода 1967-1981 г. Бохосян е шампион на България по шахмат през 1972 г. Включен е в отбора на България за шахматната олимпиада през 1972 г. в Скопие (Югославия) като втора резерва, но не играе нито една партия. През същата година участва на зоналния турнир в Каорле (Италия), където заема 7-10 м. Печели първо място с националния отбор за железничари на първенството на Международния железничарски съюз (USIC) в Златни пясъци.
Състезател на ШК Локомотив (Пловдив).

## Участия на европейски първенства
| Година | Организатор | Отбор    | Класиране (отборно) | Дъска         |
| 1970   | Капфенберг  | България | 6                   | Първа резерва |